# الكتب الستة
الكتب الستة أو كتب الحديث الستة، أو كتب الأمهات السِّت، هو مصطلح يطلق على ستة كتب حديث عند علماء أهل السنة والجماعة. كانت خمسة، فألحق بها كتاب محمد بن ماجه فأصبحت تعرف بالكتب الستة، وكان ذلك على يد محمد بن طاهر المقدسي (ت 507 هـ)، صاحب كتاب شروط الأئمة الستة. وسار على منواله الحافظ عبد الغني المقدسي المتوفى في سنة 600 هـ، فضمن كتابه الكمال في أسماء الرجال رجال محمد بن ماجه كأحد الستة، ثم درج على هذا أصحاب كتب الأطراف وكتب الرجال، ومرجع تقديم كتاب ابن ماجه على كتاب الموطأ لـلإمام مالك، إلا أن زوائد ابن ماجه على الكتب الخمسة كثيرة، بينما نجد أحاديث الموطأ موجودة في الكتب الخمسة.
وقد قدم الموطأ على سنن ابن ماجه كل من أبي الحسن أحمد بن رزين السرقسطي (ت 535 هـ) في كتابه «التجريد في الجمع بين الصحاح»، وابن الأثير أبو السعادات مبارك بن محمد الجزري المتوفى (ت 606 هـ)، ومن المعروف أن علماء المغرب يقدمون كتاب الموطأ على بعض الصحاح.

## مؤلفو الكتب الستة

صورة للكتب الستة طبعة مؤسسة الرسالة

| الكتاب       | المؤلف                  | تاريخ الميلاد  | تاريخ الوفاة   | العمر  | مكان الميلاد             |
| ------------ | ----------------------- | -------------- | -------------- | ------ | ------------------------ |
| صحيح البخاري | محمد بن إسماعيل البخاري | 194 هـ - 810 م | 256 هـ - 870 م | 62 سنة | مدينة بخارى في أوزبكستان |
| صحيح مسلم    | مسلم بن الحجاج          | 206 هـ - 822م  | 261 هـ - 875 م | 55 سنة | مدينة نيسابور في إيران   |
| سنن النسائي  | أحمد بن شعيب النسائي    | 215 هـ - 829 م | 303 هـ - 915 م | 88 سنة | مدينة نسا في تركمانستان  |
| سنن أبي داود | أبو داود                | 202 هـ - 817م  | 275 هـ - 888 م | 73 سنة | مدينة سجستان في إيران    |
| سنن الترمذي  | أبو عيسى محمد الترمذي   | 209 هـ - 824 م | 279 هـ - 892 م | 70 سنة | مدينة ترمذ في أوزبكستان  |
| سنن ابن ماجه | محمد بن ماجه            | 209 هـ - 824 م | 273 هـ - 886 م | 64 سنة | مدينة قزوين في إيران     |

## صحيح البخاري
هو إمام المحدثين أبو عبد الله محمد بن إسماعيل البخاري ولد في مدينة بخارى سنة 194 هـ
صحيح البخاري جمعه الإمام محمد بن إسماعيل البخاري، وسماه مؤلفه «الجامع المسند الصحيح المختصر من أمور رسول الله وسننه وأيامه» وخرجه من ستمائة ألف حديث، وتعب في تنقيحه وتهذيبه والتحري في صحته، حتى كان لا يضع فيه حديثا إلا اغتسل وصلى ركعتين يستخير الله في وضعه، ولم يضع فيه مسندا إلا ما صح عن رسول الله ﷺ بالسند المتصل الذي توفر في رجاله العدالة والضبط.
وأكمل تأليفه في ستة عشر عاما، ثم عرضه على الإمام أحمد بن حنبل ويحيى بن معين وعلي بن المديني وغيرهم، فاستحسنوه وشهدوا له بالصحة، وقد تلقاه العلماء بالقبول في كل عصر، فقد قال الحافظ الذهبي: «هو أجل كتب الإسلام، وأفضلها بعد كتاب الله».
عدد أحاديثه بالمكرر (7397) سبعة وتسعون وثلاثمائة وسبعة آلاف حديث، وبحذف المكرر يبلغ (2602) اثنان وستمائة وألفا حديث، كما حرر ذلك الحافظ ابن حجر.سبب تصنيف صحيح البخاري.وقد كان الباعث علي تصنيف هذا الديوان العظيم ان الامام البخاري كان جالسا عند استاذه إسحاق بن راهويه فسمعه يقول «لو جمعتم كتابا مختصرا لصحيح سنة رسول الله» قال البخاري فوقع ذلك في قلبي فاخذت في جمع الجامع الصحيح.

## صحيح مسلم
- صحيح مسلم ويسمّى أيضاً: «المسند الصحيح المختصر من السنن بنقل العدل عن العدل عن رسول الله ﷺ» جمعه الإمام أبوالحسين مسلم بن الحجاج القشيري النيسابوري، أحد أئمة الحديث ولد بنيسابور سنة 204 هـ، جمع فيه ما صح عنده عن رسول الله قال النووي: «سلك فيه طرقا بالغة في الاحتياط والإتقان والورع والمعرفة، لا يهتدي إليها إلا أفراد في الأعصار». وجمع فيه الأحاديث المتناسبة في مكان واحد، ويذكر طرق الحديث وألفاظه مرتبا على أبواب، لكنه لا يذكر التراجم خوفا من زيادة حجم الكتاب، وقد وضع تراجمه جماعة من شراحه ومن أحسنها تراجم النووي.

عدد أحاديثه بالمكرر (7275) خمسة وسبعون ومائتان وسبعة آلاف حديث، وبحذف المكرر نحو (4000) أربعة آلاف حديث. وقد اتفق جمهور العلماء أو جميعهم على أنه من حيث الصحة في المرتبة الثانية بعد صحيح البخاري.

نص الإمام مسلم في مقدمة الصحيح على أن سبب تأليفه له هو تلبية طلب وإجابة سؤال حيث قال:
| الكتب الستة | فإنك يرحمك الله بتوفيق خالقك ذكرت أنك هممت بالفحص عن تعرف جملة الأخبار المأثورة عن رسول الله ﷺ في سنن الدين وأحكامه، وما كان منها في الثواب، والعقاب، والترغيب، والترهيب وغير ذلك من صنوف الأشياء بالأسانيد التي بها نقلت وتداولها أهل العلم فيما بينهم، فأردت -أرشدك الله- أن توقف على جملتها مؤلفة محصاة، وسألتني أن ألخصها لك في التأليف بلا تكرار يكثر، فإن ذلك -زعمت مما يشغلك عما له قصدت من التفهم فيها والاستنباط منها، وللذي سألت أكرمك الله حين رجعت إلى تدبره وما تؤول به الحال إن شاء الله عاقبة محمودة ومنفعة موجودة، وظننت حين سألتني تجشم ذلك أن لو عزم لي عليه وقضي لي تمامه كان أول من يصيبه نفع ذلك إياي خاصة قبل غيري من الناس لأسباب كثيرة يطول بذكرها الوصف، إلا أن جملة ذلك أن ضبط القليل من هذا الشان وإتقانه أيسر على المرء من معالجة الكثير منه ولا سيما عند من لا تمييز عنده من العوام إلا بأن يوقفه على التمييز غيره فإذا كان الأمر في هذا كما وصفنا فالقصد منه إلى الصحيح القليل أولى بهم من ازدياد السقيم. | الكتب الستة |

وقد ذكر الخطيب البغدادي أن مسلما جمع الصحيح لأبي الفضل أحمد بن سلمة النيسابوري تلميذه وصاحبه، فقال في ترجمة أحمد في الموضع السابق: «ثم جمع له مسلم الصحيح في كتابه.» فبين الخطيب بهذا ما أبهمه الإمام مسلم في مقدمته.
وقد انتقى الإمام مسلم أحاديث صحيحه من بين ألوف الأحاديث، فقد جاء عنه أنه قال: «صنفت هذا المسند الصحيح من ثلاثمئة ألف حديث مسموعة.»، وقد مكث في تأليفه قرابة خمس عشرة سنة أو تزيد.

## سنن النسائي
سنن النسائي جمعه الإمام أبو عبد الرحمن أحمد بن شعيب النسائي، ولد سنة 215 هـ وكان امام عصره في علم الحديث، وقدرتهم في معرفة الجرح والتعديل توفي سنة 303 هـ، ألف النسائي كتابه «السنن الكبرى» وضمنه الصحيح والمعلول، ثم اختصره في كتاب «السنن الصغرى» وسماه «المجتبى»، وجمع فيه الصحيح عنده، وهو المقصود بما ينسب إلى رواية النسائي من حديث.
و«المجتبى» أقل السنن احتواء للحديث الضعيف، واقله للرجال المشك في جروحهم، درجته تاتي بعد «الصحيحين»، فهو - من حيث الرجال - مقدم على «سنن أبي داود والترمذي» لشدة تحري مؤلفه في الرجال.
قال الحافظ ابن حجر العسقلاني: «كم من رجل أخرج له أبو داود والترمذي تجنب النسائي إخراج حديثه، بل تجنب إخراج حديث جماعة في الصحيحين»
منهج النسائي في سننه:
1. انتقى رجاله من الثقات العدول.
2. اقتصر في سننه على أحاديث الأحكام، مثل سلفه أبي داود.
3. كرر الأحاديث بأسانيد مختلفة، وجمع في كتابه بين فوائد الإسناد، ودقائق الفقه.
4. تكلم على الأحاديث وعللها، وبين ما فيها من الزيادات والاختلاف.

## سنن أبي داود
سنن أبي داود جمعه الإمام أبو داود السجستاني، هو كتاب يبلغ أحاديثه 4800 أربعة آلاف وثمانمائة حديث، انتخبه مؤلفه أبو داود من خمسمائة ألف حديث، واقتصر فيه على أحاديث الأحكام وقال: «ذكرت فيه الصحيح وما يشبهه وما يقاربه وما كان في كتابي هذا فيه وهن شديد بينته، وليس فيه عن رجل متروك الحديث شيء، وما لم أذكر فيه شيئا فهو صالح، وبعضها أصح من بعض والأحاديث التي وضعتها في كتاب «السنن» أكثرها مشاهير».
قال السيوطي: يحتمل أن يريد بصالح: «الصالح للاعتبار دون الاحتجاج فيشمل الضعيف»، لكن ذكر ابن كثير أنه يروى عنه أنه قال: «وما سكت عنه فهو حسن، فإن صح هذا فلا إشكال». أي: فلا إشكال في أن المراد بصالح: صالح للاحتجاج، وقال ابن الصلاح: «فعلى هذا ما وجدناه في كتابه مذكورا مطلقا وليس في أحد «الصحيحين»، ولا نص على صحته أحد، عرفنا أنه من الحسن عند أبي داود». وقال ابن منده: «وكان أبو داود يخرج الإسناد الضعيف إذا لم يجد في الباب غيره، لأنه أقوى عنده من رأي الرجال».
وقد اشتهر «سنن أبي داود» بين الفقهاء لأنه كان جامعا لأحاديث الأحكام، وذكر مؤلفه أنه عرضه على الإمام أحمد بن حنبل فاستجاده واستحسنه، وأثنى عليه ابن القيم ثناء بالغا في مقدمة تهذيبه·

## سنن الترمذي
سنن الترمذي جمعه الإمام أبو عيسى محمد الترمذي
هذا الكتاب اشتهر أيضا باسم «جامع الترمذي»، ألفه الترمذي على أبواب الفقه، وأودع فيه الصحيح والحسن والضعيف، مبينا درجة كل حديث في موضعه مع بيان وجه الضعف، واعتنى ببيان من أخذ به من أهل العلم من الصحابة وغيرهم، وجعل في آخره كتابا في «العلل» جمع فيه فوائد هامة.
قال الترمذي: «وجميع ما في هذا الكتاب من الحديث فهو معمول به، وقد أخذ به بعض العلماء ما خلا حديثين: حديث ابن عباس أن النبي صلى الله عليه وسلم جمع بين الظهر والعصر بالمدينة والمغرب والعشاء من غير خوف ولا سفر، وحديث: إذا شرب فاجلدوه، فإن عاد في الرابعة فاقتلوه».
وقد جاء في هذا الكتاب من الفوائد الفقهية والحديثية ما ليس في غيره واستحسنه علماء الحجاز والعراق وخراسان حين عرضه مؤلفه عليهم، هذا وقد قال ابن رجب الحنبلي: «اعلم أن الترمذي خرج في كتابه الصحيح والحسن والغريب، والغرائب التي خرجها فيها بعض المنكر، ولا سيما في كتاب الفضائل، ولكنه يبين ذلك غالبا، ولا أعلم أنه خرج عن متهم بالكذب، متفق على اتهامه بإسناد منفرد، نعم قد يخرج عن سيئ الحفظ ومن غلب على حديثه الوهن، ويبين ذلك غالبا، ولا يسكت عنه».

## سنن ابن ماجه
سنن ابن ماجه جمعه الإمام محمد بن ماجه، مرتبا على أبواب بلغ نحو واحد وأربعين وثلاثمائة وأربعة آلاف حديث (4341)، والمشهور عند كثير من المتأخرين أنه السادس من كتب أصول الحديث (الأمهات الست)، إلا أنه أقل رتبة من «السنن» سنن النسائي وأبي داود والترمذي، حتى كان من المشهور أن ما انفرد به يكون ضعيفا غالبا إلا أن الحافظ ابن حجر قال: «ليس الأمر في ذلك على إطلاقه باستقرائي، وفي الجملة ففيه أحاديث كثيرة منكرة، والله المستعان».
وقال الذهبي: «فيه مناكير وقليل من الموضوعات». وقال السيوطي: «إنه تفرد بإخراج الحديث عن رجال متهمين بالكذب، وسرقة الأحاديث، وبعض تلك الأحاديث لا تعرف إلا من جهتهم».
وأكثر أحاديثه قد شاركه في إخراجها أصحاب الكتب الستة كلهم أو بعضهم، وانفرد عنهم بحوالي (1339) بتسعة وثلاثين وثلاثمائة وألف حديث.
وقد اعتنى بالكتاب شرحا وتعليقا وأخرج بعضهم كتبا في الزوائد على سنن ابن ماجه، ومن أهم شروح الكتاب:
- «كفاية الحاجة في شرح ابن ماجه» للسندي.
- «مصباح الزجاجة على سنن ابن ماجه» للسيوطي.
- «الكواكب الوهاجة بشرح سنن ابن ماجه» لمحمد المنتقى الكشناوي.

وغيرها.